# Anton Verhey
Anton R. Verhey, ook Ton Verhey (Reeuwijk, 19 april 1938), is een Nederlandse kunstschilder, die vooral realistische historieschilderijen met veel oog voor detail en dramatiek maakt. Zijn werk begeeft zich op het snijvlak van kunst en kitsch, heeft vaak een satirische, soms surrealistische inslag en bevat het nodige sociaal engagement.

## Leven en werk
Anton Verhey werd in 1938 in Reeuwijk geboren als zoon van een gereformeerde fabrieksarbeider en plateelschilder. Hij groeide op in Zoetermeer en Gouda, waarheen het gezin in 1948 verhuisde nadat de vader wegens collaboratie was bestraft. Via een buurjongen in Zoetermeer leerde hij de overdadige katholieke beeldcultuur kennen, die grote indruk op hem maakte en later doorwerkte in zijn schilderkunst. Ook de stijl van het  propagandamagazine van de Wehrmacht Signaal  wekte al vroeg zijn belangstelling.
Aanvankelijk was Verhey werkzaam als plateel- en glasschilder. Naast zijn werk volgde hij de avondopleiding aan de Koninklijke Academie van Beeldende Kunsten in Den Haag, onderbroken door achttien maanden militaire dienst. In Gouda behoorde hij tot de kunstenaarsgroep 'Distel' (1959-1965), een vereniging van jonge schilders die zich afzetten tegen de gevestigde orde in de beeldende kunst en meer figuratief werk wilden maken. De naam van de groep verwijst tevens naar de bekende plateelfabriek De Distel. Tot deze groep behoorden behalve Verhey de voorzitter Jaap Douma, verder Adri de Bruyn, Gerard ’t Hart, Cornel Mul, Jan Mul, Gerrit Neven en Aad de Wit. De stroming vertoont raakvlakken met de popart, maar de groep heeft als zodanig geen grote sporen nagelaten.
In 1962 huwde Verhey de vier jaar jongere Marrie de Vries. Het echtpaar woonde in een gehuurd dijkhuisje bij Lekkerkerk. Verhey werkte enige tijd als fotoretoucheur, bedreef een marionettentheater en liet zich daarna omscholen tot scheepslasser. In zijn vrije tijd maakte hij vooral werk van metaal en keramiek. Zijn vriend Ed Pieterse bracht hem in contact met het Amsterdamse kunstenaarsmilieu en overtuigde hem naar het Noorden te verhuizen. Door de verruimde Beeldende Kunstenaars Regeling (BKR) uit 1972 waren hier veel mogelijkheden gemeentelijke opdrachten te verkrijgen, terwijl het gemakkelijker was een betaalbare woning te kopen.  
In 1974 vestigde het echtpaar Verhey zich in het Friese dorp Oldeholtpade. Anton Verhey legde zich helemaal toe op de schilderkunst en maakte in deze jaren vooral surrealistische voorstellingen, stillevens en portretten, deels in opdracht van de gemeente Weststellingwerf, waar men zijn figuratieve stijl waardeerde. Hij exposeerde onder andere in Heerenveen, Hengelo, Wolvega en Amsterdam. De satirische inslag van zijn werk werd aanvankelijk minder begrepen. Zijn staatsieportret van Koningin Beatrix uit 1980 leidde tot een landelijke rel. Naar aanleiding van een geweigerd schilderij over de opkomst van het nazisme hekelde hij november 1980 de "stomme miskenning en provincialisme" die hem soms ten deel vielen. Maar in 1984 besloot de gemeente Weststellingwerf opnieuw een serie van twaalf historische werken in de stijl van het sociaal realisme aan te kopen. Het linkse gemeentebestuur had hem de rol van 'volksschilder' toebedeeld, schamperde Verhey, en dus leverde hij nu werken die "de strijd en emancipatie van de Stellingwerven …na eeuwenlange onderdrukking en uitbuiting" tot onderwerp hadden. Ook de stormvloed van 1825 kwam hierbij aan de orde. Een van de werken toont de arrestatie van de uit Gouda afkomstige Joodse verzetsstrijder Marcel Leiser in 1944.
Vanaf 1980 is Verhey zich gaan toeleggen op historische taferelen. Hij liet zich inspireren door 19e-eeuwse schilders en illustratoren als Johan Isings, Franz von Defregger en Gustave Doré daarnaast door het werk van de Oostenrijker Hans Liska. Hij werkte sinds die tijd bij voorkeur met olieverf op linnen. Hij richtte zich vooral op onderwerpen uit de Friese geschiedenis en mythologie en vanaf 1987 ook op thema's uit de militaire historie.   
Met steun van de provincie Friesland maakte hij een serie van twaalf werken over koning Radboud en de Friese geschiedenis, die in 1987 een plek kreeg in Kasteel Radboud te Medemblik. Eerst dankzij een artikelenserie in Friesland Post in 1994 raakte dit werk ook in Friesland bekend, waarna het in 2005  in Sint Nicolaasga werd tentoongesteld. Een drieluik over Slot Loevestein in de Tachtigjarige Oorlog uit 1986 rekende hij tot zijn beste werk. Vanaf 1988 werkte hij aan een serie over de veldtochten van Napoleon. Een drieluik over de Slag bij Waterloo werd in juni 1990 tentoongesteld in het Panorama van de slag te Braine-l'Alleud. Vervolgens stortte de schilder zich op de veldtocht naar Rusland in 1812. De hele serie van twintig werken werd in 1998 aangekocht door het Cavaleriemuseum Amersfoort. Verhey gaf daarnaast schilderlessen en maakte portretten van volwassenen, kinderen en dieren; ook schilderde hij landschappen en boerderijen en vervaardigde hij klokkenpanelen, toneeldecors en wanddecoraties. Voor de Sint-Martinuskerk te Sneek ontwierp hij een glas-in-loodraam. 
Na een langdurige ziekte maakte Verhey nieuwe series over de Slag bij Warns (2001), de Slag om Arnhem en andere onderwerpen uit de Tweede Wereldoorlog. Hij legde zich daarna toe op soldatenportretten (met veel aandacht voor uitrusting en uniformen) en exposeerde in 2004 in het Infanterie Museum Harskamp. Onder pseudoniem schilderde hij tevens soldaten van deWehrmacht. In 2008 publiceerde hij een boek met schilderijen over 2000 jaar geschiedenis van de infanterie;  
Een aantal historische taferelen van zijn hand bevindt zich in het gemeentehuis te Wolvega. Ook maakte hij portretten van de ereburgers en enkele burgemeesters. Zelf werd hij eveneens benoemd tot ereburger. In 2019 en 2020 was in Wolvega de overzichtstentoonstelling '45 jaar in Weststellingwerf, 1974-2019' te zien. 
Binnen de Friese kunstkringen werd het werk van Verhey meest genegeerd. Een subsidieaanvraag voor zijn drieluik over de Slag bij Warns werd begin jaren 1990 afgewezen. De conservatieve historicus en uitgever Perry Pierik heeft meerdere publicaties gewijd aan Verhey's werk, dat zijns inziens binnen de Nederlandse kunstwereld uniek is. 

## "Westlandse tomatenkoningin"
In 1980 zorgde een door Verhey geschilderd portret van koningin Beatrix voor opschudding. Het levensgroot staatsieportret was in het kader van de BKR in opdracht van de gemeente Weststellingwerf vervaardigd. De kritiek in de regionale en landelijke pers en van cabaretiers als Wim Kan en Freek de Jonge maakte dat de gemeenteraad besloot om het schilderij uit de raadszaal te verwijderen. De critici stelden dat de koningin was afgebeeld als een "Westlandse tomatenkoningin" met bolle wangen en kiespijn. Het zou gaan om een "parodie op de monarchie". Het doek werd daarna opgekocht door de staat en opgenomen in de Rijkscollectie. Zelf meende Verhey hierover:
Mijn geweigerde statieportret van koningin Beatrix is een visie op de monarchie zoals ik die graag zie. De hele monarchie vind ik een heerlijk stukje kitsch. Kitsch in die zin zit in alle goede kunst van alle tijden.
Wat heden in de kunst kitsch genoemd wordt, is slechts een tijdelijk modeverschijnsel. De doem die rust op de fenomenale schilderkunst uit de zo verguisde negentiende eeuw is een uitvinding van de avant garde sinds 1900. … De waarheid is dat niet de negentiende eeuw het kitschtijdperk is, maar onze eigen twintigste eeuw zal in de historie de grootste kitsch eeuw aller tijden blijken te zijn.
Als commentaar op de affaire maakte hij een zelfportret dat de schilder liet zien bij het maken van een meer traditioneel portret van de vorstin. In een terugblik stelt Verhey:
Ik koos voor een meer verheven en tijdloos portret van ons staatshoofd, romantisch, dik aangezet, typisch mijn conservatieve opvatting over de monarchie.
Het  staatsieportret  nam een belangrijke plek in op de manifestatie 'Kitsch uit de kunst – kunst op glad ijs', die in 1981 in samenwerking met het Holland Festival werd gehouden in De Meervaart te Amsterdam-Osdorp.
In 2013 werd het doek tentoongesteld in Museum Gouda ter gelegenheid van een tentoonstelling over het werk van de Distelgroep. Kranten spraken over "eerherstel".  In hetzelfde jaar werd het doek ook in Weststellingwerf getoond ter gelegenheid van een tentoonstelling over de relatie tussen de gemeente en het Oranjehuis.